# Eburia laticollis
Eburia laticollis là một loài bọ cánh cứng trong họ Cerambycidae.